# Jean Marnold

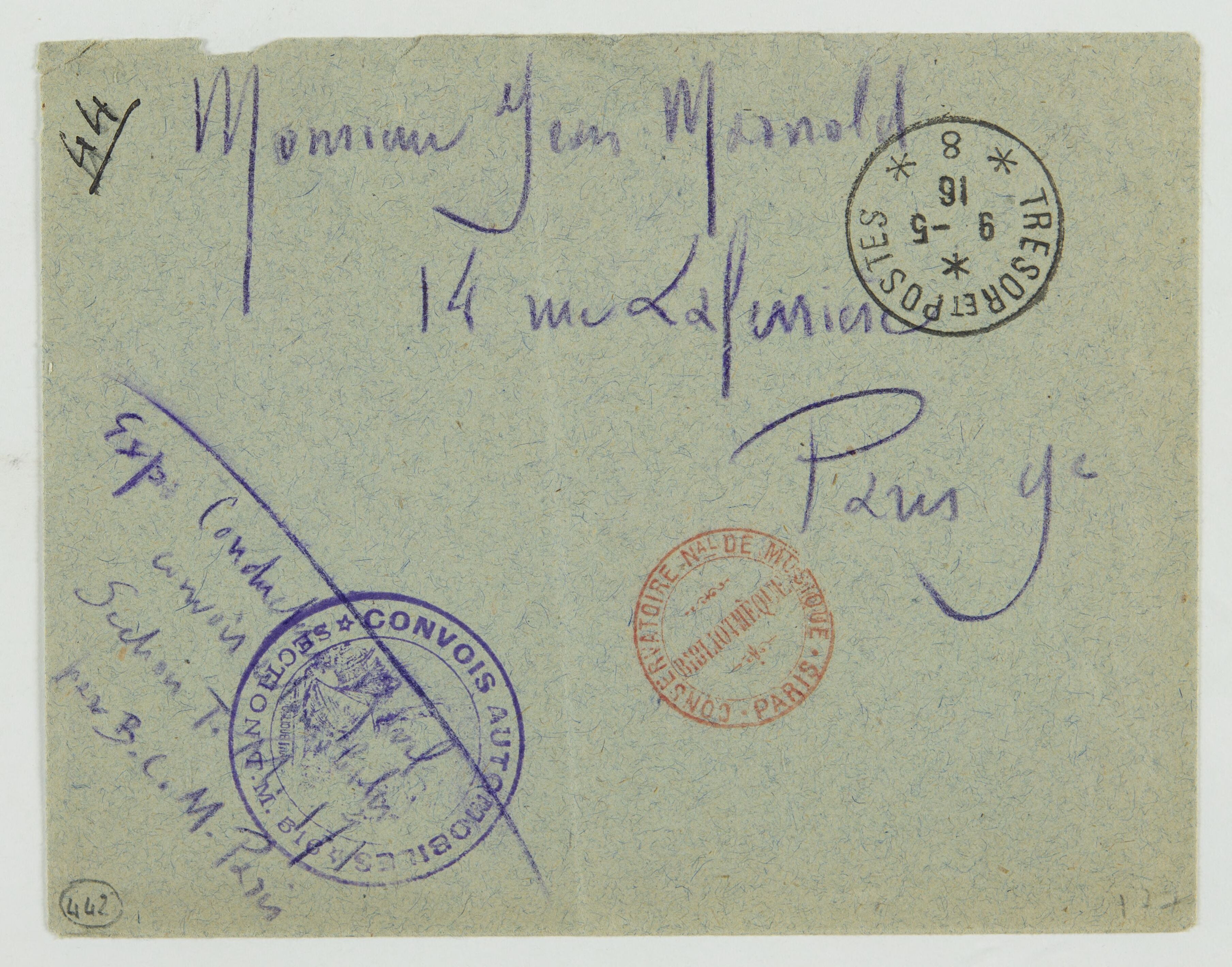
Lettre de Maurice Ravel à Jean Marnold, alors aux Armées, en mai 1916.

Jean Marnold, né à Paris le 19 avril 1859 et mort à Paris le 17 avril 1935,, est un critique musical français et un traducteur depuis l’allemand vers le français.

## Biographie
Jean Marnold, pseudonyme (sous forme d'anagramme) de Georges Jean Jules Morland, fut un critique musical notamment au Courrier musical (1901-1903), au Mercure de France (depuis 1902), au Mercure musical (1905-1907) cofondé avec Louis Laloy, à la Revue de la Quinzaine. Aux yeux de Louis Laloy, Jean Marnold possédait « une érudition rare, une logique serrée et une manière d'écrire aussi drue que pittoresque ».

Il fut l'un des premiers à défendre la musique de Claude Debussy, consacrant six articles aux Nocturnes et saluant le « triomphe éclatant de Pelléas ». Toutefois, Debussy ne semble pas l'avoir trop apprécié, sans doute parce que Marnold admirait aussi beaucoup Maurice Ravel qu'il salua dès 1904 comme « un des maîtres de demain ».

Marnold est connu pour avoir pris la plume dans le Mercure de France pour défendre Maurice Ravel lorsque ce dernier échoua au concours d'essai du Prix de Rome en 1905. Il se lia alors d'amitié avec le compositeur qui lui dédia Le Gibet, deuxième pièce de la suite pour piano Gaspard de la nuit (1908).

Jean Marnold prit part à diverses polémiques de son temps. Pendant la Première Guerre mondiale, il s'indigna contre l'idée que fût interdite la musique allemande en France. En 1915, sous le titre de « Wagnérophobie », il entendit répliquer à une série d'articles de Camille Saint-Saëns, « Germanophilie » parus dans L’Écho de Paris.

Durant l'été 1910, comme Jean Marnold avait ironisé un peu dans un article sur le rôle de l'éditeur musical A.Z. Mathot à la Société musicale indépendante, ce dernier souhaita l'attaquer en duel et lui envoya ses témoins, Georges Casella (1881-1922) et Paul-Louis Hervier (1882-1954). Dans un premier temps, le duel put être évité, un accord ayant été trouvé avec les deux témoins de Jean Marnold, Louis Laloy et Alfred Vallette, directeur du Mercure de France, le tout sous l'arbitrage de Claude Farrère et de l'escrimeur Eugène Rouzier-Dorcières (1872-1916),,. Mais, finalement, un duel entre Marnold et Mathot eut lieu en novembre 1910, avec pour témoins respectifs Alfred de Saint-Preux et Louis Laloy d'une part et Willy de Blest-Gana et André de Fouquières d'autre part, duel  à l'épée arbitré par Rouzier-Dorcières et qui se solda par la défaite de Marnold, blessé à la cuisse,.

Deux semaines plus tard, le même mois de novembre 1910, Jean Marnold eut un duel avec Georges Casella, qui se solda par la victoire de ce dernier, Jean Marnold ayant été blessé au bras,,,. Il subsiste un bref et rare film muet d'actualités Gaumont de ce duel, lequel fut projeté publiquement au Musée Grévin fin novembre 1910.

En février 1926, Jean Marnold faillit avoir un nouveau duel, cette fois-ci avec le directeur de l’Opéra de Paris, Jacques Rouché, en lien avec L'Enfant et les Sortilèges de Maurice Ravel,,,. Un procès-verbal fut rédigé et publié dans la presse par les témoins des deux parties pour clore le différend : le contrôleur général de l’armée Eugène Mauclère (1892-1974) et le préfet honoraire David Dautresme pour Rouché ; l'ancien député de la Corrèze, Amédée Descubes-Desgueraines, et le général Lecomte-Denis pour Marnold.

Jean Marnold fut aussi un traducteur depuis l'allemand vers le français. Ainsi, il traduisit, avec son frère Jacques Morland (né à Paris en 1876), La Naissance de la tragédie de Friedrich Nietzsche.

Jean Marnold fut marié à Marie Hortense Biart. Leur fille, Georgette Marnold (1890-1974), fut une proche amie de Maurice Ravel. C'est elle qui dénicha le nouveau logement du compositeur en décembre 1920, le Belvédère. Une coïncidence veut que Jean Marnold soit enterré au cimetière de Lévis-Saint-Nom, à environ 15 km de Montfort-l'Amaury où vécut Maurice Ravel (1921-1937).

Au décès de Jean Marnold, Georgette Marnold tint à défendre l'honneur de son père, par deux lettres ouvertes, pour récuser plusieurs propos diffamatoires de Dominique Sordet dans L'Action française, dont l'accusation selon laquelle Jean Marnold serait juif,,,. Extrait de la première lettre : « Il est de notoriété publique que mon père n'était pas Juif et que son pseudonyme Marnold était l'anagramme de son nom Morland. Son père était Vendéen, sa mère, née Majesté, était née à Paris où lui-même vit le jour rue de Louvois. Son bisaïeul paternel était le général baron de Morland, mort glorieusement à Austerlitz ; son bisaïeul maternel, le docteur Vignardonne, fut chirurgien sous l'Empire de l'armée du roi de Hollande, et, revenu à Paris, reçut en 1833 la médaille de l'épidémie de choléra. J'ajoute que mon père était très fier de ses origines purement françaises ».

## Ouvrages
- Musique d'autrefois et d'aujourd'hui, Paris, Dorbon-Ainé, 1912, 366 p. (BNF 30888326)Réunion d'articles parus dans le Mercure de France (1902-1910), livre achevé en octobre 1911, date qui figure p. 364
- Le cas Wagner : La musique pendant la guerre, Paris, Bossard, 1917, 282 p. (BNF 30888325)Livre réédité en 1918 aux éditions musicales Demets et en 1920 aux éditions  G. Crès et Cie

## Traductions de l'allemand
- Friedrich Nietzsche, L'origine de la tragédie : ou Hellénisme et pessimisme, Paris, Mercure de France, coll. « Collection d'auteurs étrangers », 1901, 231 p. (BNF 31018377)Traduit depuis l'allemand vers le français par Jean Marnold et Jacques Morland
- Ernst von Wolzogen et Richard Strauss, La Nuit de la Saint-Jean : poème lyrique en un acte, Berlin, A. Fürstner, 1908, 203 p. (BNF 43287289)Traduit depuis l'allemand vers le français par Jean Marnold ; titre original : Feuersnot op. 50